# Pierre Perrat
Pierre Perrat, architecte né en 1340 et mort en 1400.

## Biographie
Pierre Perrat fut l'un des architectes des cathédrales de Metz, Toul et de Verdun.
Sa technicité devait être grande pour qu'il soit chargé de réaliser ou superviser les voûtements de trois cathédrales en même temps.
Pour la cathédrale de Metz c'est le premier architecte dont le nom nous soit parvenu. En effet, il mena à bien la construction de sa voûte, haute de 42 mètres. Comme l'indique son épitaphe, il est mort le 25 juillet 1400, et repose dans la nef de la cathédrale de Metz.

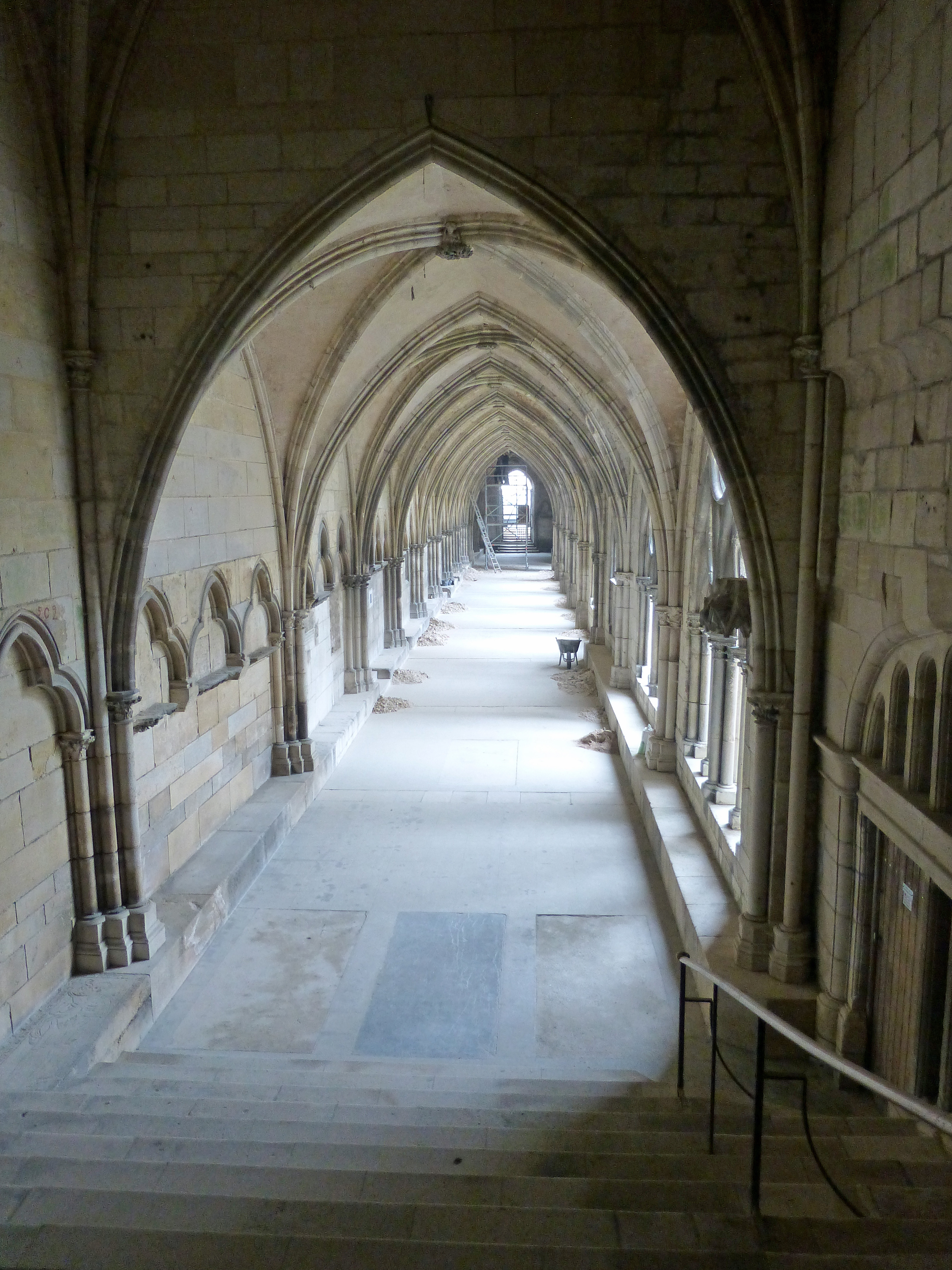
Cloître de Toul.

Pierre Perrat fut engagé sur le chantier de la cathédrale de Toul en 1381, certainement pour achever les voûtes de la nef gothique ainsi que de la transition avec le massif occident roman, tout en respectant scrupuleusement le modèle de des travées précédentes. Alain Villes estime qu'il pourrait-être le maître d'œuvre de la majeure partie du cloître de la cathédrale de Toul. Ce chantier pourrait justifier son intervention.

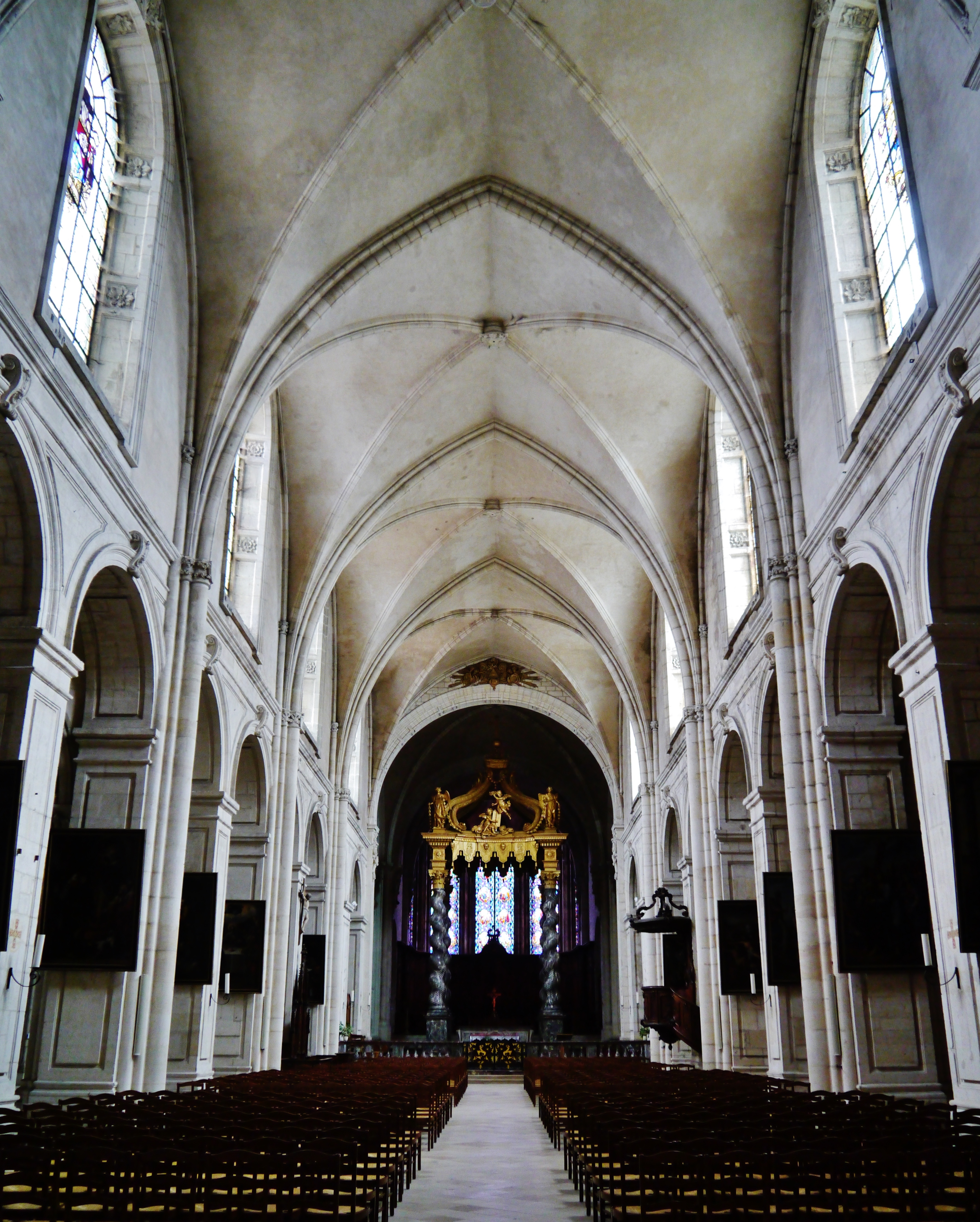
Voutes à Verdun.

On sait qu'à la même époque il est également engagé à la Cathédrale de Verdun pour construire les voûtes d'ogives sur la large nef romane.
Il fut également le constructeur de l'église des Grands-Carmes de Metz.
Pierre Perrat fut le maître de Thierry de Sierck, qui fut notamment architecte de l'église Saint-Eucaire de Metz.
Une rue de la ville de Metz porte son nom.

## Épitaphe
La reconnaissance de l'architecte qui sut édifier si haut les voûtes de la Cathédrale de Metz et eut le privilège d'être inhumé en cette église qui conserve toujours son épitaphe biographique :
Sous cet autel gît Maître Pierre Perrat
 Le maçon Maître de l’ouvrage de l’église
 De céans et Maître de l’ouvrage de la Cité
 De Metz et de  l’église de Toul et de Verdun 
 Qui mourût le  vingt-cinquième jour du mois de juillet de l’an
 De grâce de Notre Seigneur 1400'.

## Œuvre
Outre le chantier de la cathédrale de Metz, Pierre Perrat participa à d'autres chantiers en Lorraine. Il travailla en effet à la construction de la cathédrale Saint-Étienne de Toul et à celle de la Cathédrale Notre-Dame de Verdun. Pour la cathédrale de Verdun, il réalisa en particulier les voûtes, de style gothique, de la nef et du chœur.